# Museo Horne
Il Museo Horne in via de' Benci 6 a Firenze è un museo minore della città, che ricostruisce alcuni ambienti di una tipica abitazione fiorentina antica, con numerosi pezzi d'antiquariato, sculture e soprattutto una notevole collezione di dipinti su tavola del Tre e Quattrocento.
Fondato dal lascito di Herbert Percy Horne, uno storico dell'arte inglese che visse buona parte della sua vita a Firenze in questa dimora, accumulandovi le sue collezioni iniziate fin dal 1894, il museo testimonia sia l'arte e la vita quotidiana di questa città a cavallo fra medioevo e Rinascimento, sia il corso del mercato antiquario della fine dell'Ottocento (quando si formarono ancora alcuni dei grandi musei mondiali, grazie al fatto che ancora circolassero sul mercato veri capolavori), sia l'amore per Firenze della comunità inglese, che in quel periodo arrivò a contare una larga parte della popolazione, ridisegnando un'immagine romantica per la città e proteggendone il patrimonio artistico, minacciato dall'epoca del cosiddetto Risanamento.

## Storia

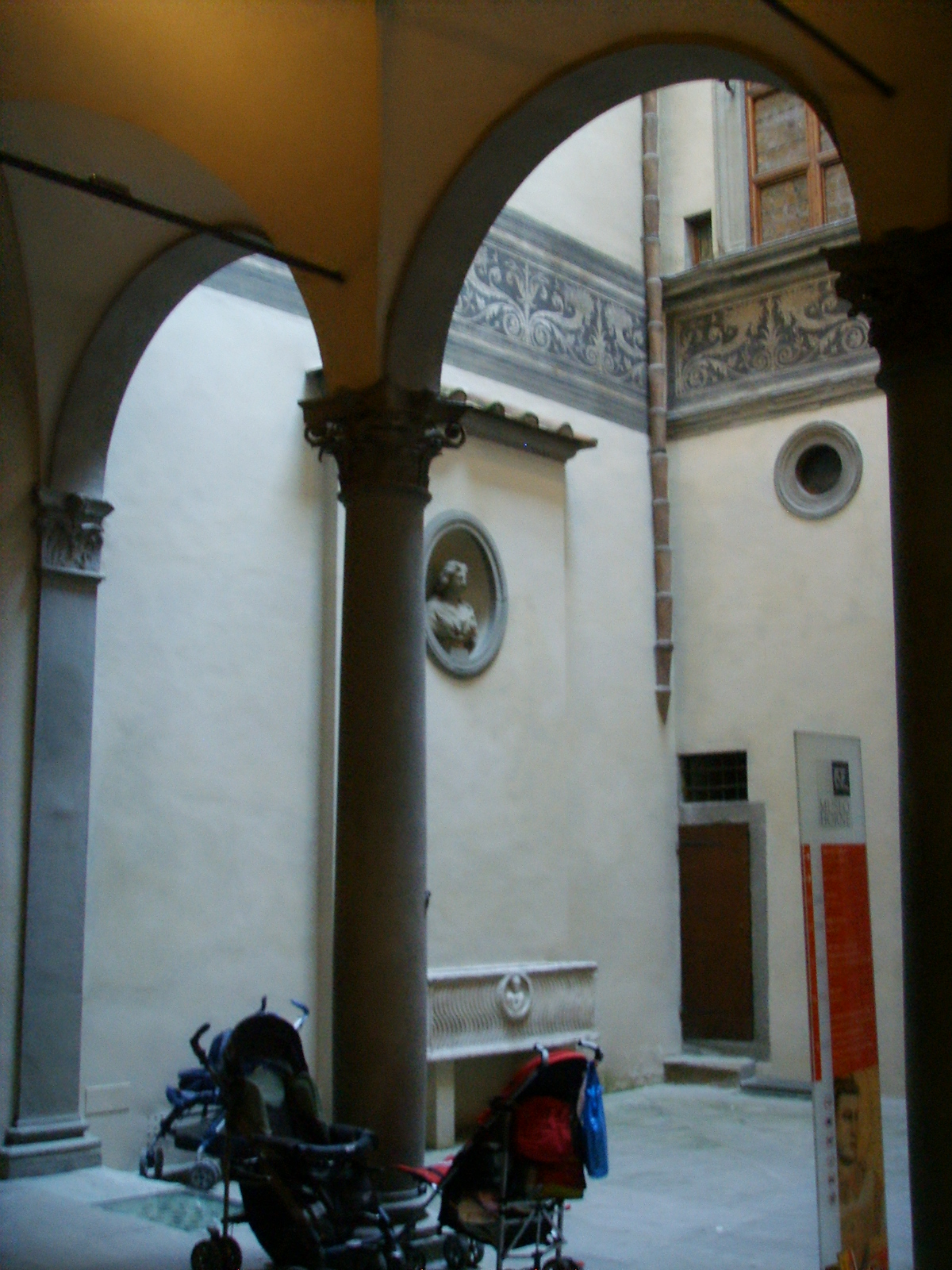
Il cortile

Il palazzo sorge in una zona in antico segnata dalle case della famiglia Fagni, poi passate nel 1346 agli Alberti. Questi ultimi fecero costruire una più ampia casa corte mercantile, eretta verosimilmente attorno alla metà del XIV secolo (ante 1357).
Nel 1489 tale edificio fu ceduto a Simone e Luigi di Jacopo Corsi e nel 1495-1502 fu da questi ampliato e ristrutturato secondo i dettami rinascimentali. Il progetto è stato attribuito a Giuliano da Sangallo (da Horne, con elementi scultorei di Andrea Sansovino), e in seguito da Adolfo Venturi seguito da un maggior numero di studiosi, a Simone del Pollaiolo detto il Cronaca, coadiuvato nel cantiere da Baccio d'Agnolo e da un maestro vicino a Benedetto da Rovezzano per gli elementi scultorei. I fornici al piano terreno furono tamponati ad eccezione di uno, lungo via de' Benci, dove fu ricavato l'attuale ingresso, le bugne furono mantenute solo presso la cantonata e isolate sulla superficie ad intonaco dei prospetti, una 'panca di via' posta a perimetrare il palazzo. Ai piani superiori furono rimodellate le finestre (quattro per piano su ogni prospetto), anch'esse centinate e bugnate, e fu realizzata una nuova bugnatura angolare, sempre più liscia e meno risaltata rispetto a quella del piano inferiore. Il cortile interno fu poi dotato di un ampio portico lungo il lato settentrionale, caratterizzato da belle colonne in pietra serena e con una tipica volta unghiata. Così ammodernato il palazzo non servì tuttavia quasi mai da residenza dei proprietari: nel 1589 ne era affittuario Gino di Filippo Rinuccini; nella seconda metà del XVIII secolo era abitato dai Nencini, che l'acquistarono poi nel 1812.
Passato nella prima metà dell'Ottocento ai Fossi, il palazzo fu oggetto di una "sopredificazione al secondo piano", tra il 1832 e il 1849, per volere del marchese Antonio. Fu poi venduto nel 1896 dal marchese Federico ai Burgisser e solo nel 1912 fu acquistato da Herbert P. Horne dopo aver saggiato più palazzi fiorentini, come il Palazzo da Cintoia.

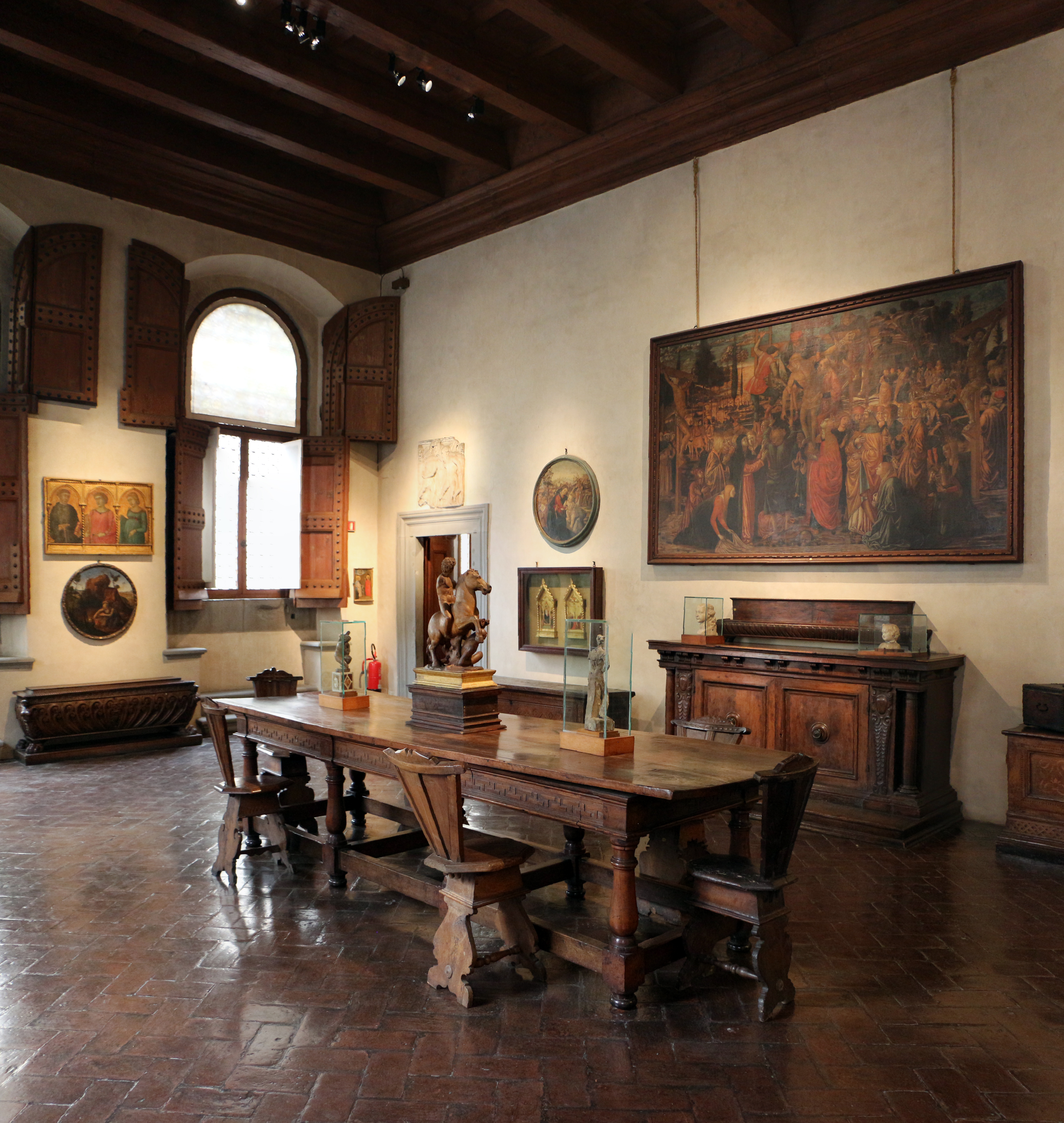
Interno

Horne, dal 1912 al 1915, promosse e coordinò un impegnativo intervento di restauro del palazzo secondo l'aspetto che avrebbe dovuto avere nel primo Rinascimento,con l'ausilio dell'ingegner Eugenio Campani: eliminò i tramezzi, le superfetazioni e le tamponature effettuate nei secoli precedenti, ridando così leggibilità e valore all'edificio rinascimentale, con una zona lavoro al piano terra, una cantina-magazzino interrato (raggiungibile da una scala percorribile da cavalli e animali da soma), il piano nobile con gli appartamenti padronali, e infine un secondo piano con le cucine (di solito ivi collocate perché i fumi non attraversassero la casa) e gli ambienti della servitù.
Dopo la morte di Horne (1916) il palazzo fu ceduto per lascito testamentario allo Stato e non al Comune di Firenze, fu costituita una fondazione che curasse le opere d'arte in esso custodite e le rendesse fruibili al pubblico. L'apertura del Museo della Fondazione Horne avvenne nel 1921, grazie all'impulso di due amici di Horne, Giovanni Poggi e Carlo Gamba Ghiselli. Quest'ultimo, in particolare, fu presidente della fondazione e curatore del museo dalla morte di Horne fino alla propria (1963), ed a lui si deve l'allestimento generale delle collezioni quale esso si presenta ancora oggi.
Già interessato da alcuni lavori di completamento eseguiti tra il 1921 e il 1922 con un finanziamento del Ministero della Pubblica Istruzione (funzionali a renderlo accessibile come museo), fu sottoposto a un intervento di consolidamento di alcune strutture e di restauro della loggia dell'ultimo piano tra il 1954 il 1958 per le cure dell'architetto Guido Morozzi della Soprintendenza ai Monumenti.
Il museo subì gravissimi danni durante l'alluvione di Firenze (4 novembre 1966), essendo situato in una delle zone più "basse" e quindi più duramente colpite dalla sciagura. Sebbene riaperto solo dieci anni dopo, i lavori di restauro dell'edificio e delle collezioni poterono dirsi conclusi solo nel 1989. Il nuovo allestimento del piano terreno e del secondo piano fu diretto da Ugo Procacci e Luciano Bellosi, aggiornato da ulteriori e significativi interventi in anni recenti grazie al sostegno di realtà pubbliche e private. Tra il 1997 e il 2000 sono state restaurate le facciate del palazzo per le cure dell'architetto Marinella Del Buono della Soprintendenza per i Beni Ambientali e Architettonici, e nel 2004 gli intonaci dei prospetti interni (architetto Fulvia Zeuli). Nello stesso anno si è concluso il complesso intervento di recupero del piano seminterrato su progetto dell'architetto Antonio Fara e con il determinante contributo dell'Ente Cassa di Risparmio di Firenze.
Il palazzo appare nell'elenco redatto nel 1901 dalla Direzione Generale delle Antichità e Belle Arti, quale edificio monumentale da considerare patrimonio artistico nazionale, ed è sottoposto a vincolo architettonico dal 1913.

## Descrizione del palazzo
Il palazzo si trova all'angolo tra via de' Benci e corso Tintori, e per questo motivo venne decorato da due facciate simmetriche, a due piani con quattro finestre ciascuno. La cantonata è evidenziata dal bugnato regolare, mentre lungo la linea dei davanzali corrono delle semplici cornici marcapiano.
Guardando la cantonata dell'edificio si evidenziano chiaramente i punti dove si impostano gli archi a delimitare gli originari fornici terreni. Sul fianco di corso dei Tintori, al limitare dell'edificio, è uno scudo moderno realizzato dall'ornatista Averardo Tosetti su disegno di Herbert Horne e posto nel 1915 con l'arme dei Fossi (troncato: nel 1° d'oro, all'aquila al volo abbassato di nero; nel 2° d'argento, alla fascia di rosso caricata di un rametto di cedro fruttato d'oro, posto rivolto nel senso della pezza). Sul fronte di via de' Benci, in prossimità della cantonata, è l'arme degli Alberti (d'azzurro, a quattro catene d'argento moventi dai quattro angoli dello scudo e riunite in cuore per un anello dello stesso), sempre moderna (1915).
Nell'androne è lo scudo (ricollocato da Herbert Horne) con tracce evidenti di policromia con l'arme dei Corsi (trinciato di verde e di rosso, al leone dell'uno all'altro, e alla banda attraversante d'argento). Vi si trova inoltre una targa dedicata al fondatore della Fondazione:
| A HERBERT P. HORNE NATO A LONDRA NEL MDCCCLXIV MORTO A FIRENZE IL 14 APRILE MCMXVI INSIGNE STORICO DELL'ARTE CHE QUESTO ANTICO PALAGETTO DEGLI ALBERTI PER I CORSI DA GIULIANO DA S. GALLO RICOSTRUITO RIPRISTINAVA ED ORNAVA DI PREGEVOLI COLLEZIONI ARTISTICHE PER TESTAMENTO DESTINADOLO A QVESTA FINDAZIONE CHE DA LVI S'INTITOLA. |

All'interno gli ambienti sono disposti attorno a un piccolo cortile, porticato su un lato, secondo un gioco continuo di pieni e vuoti, con due colonne sormontate da capitelli di particolare pregio, attribuiti alla bottega di benedetto da Rovezzano. È arricchito da e da fasce decorative pittoriche a imitazione del graffito. Vi si aprono delle monofore a tutto sesto, profilate da cornici in pietra serena e, al primo piano, sormontate da oculi. I piani superiori sono segnati da una fascia marcapiano decorata da pitture a imitazione del graffiti con estrosi motivi vegetali; vi si trovano due ballatoi a loggia e, più in alto, una terza loggia arretrata corre lungo tre lati.

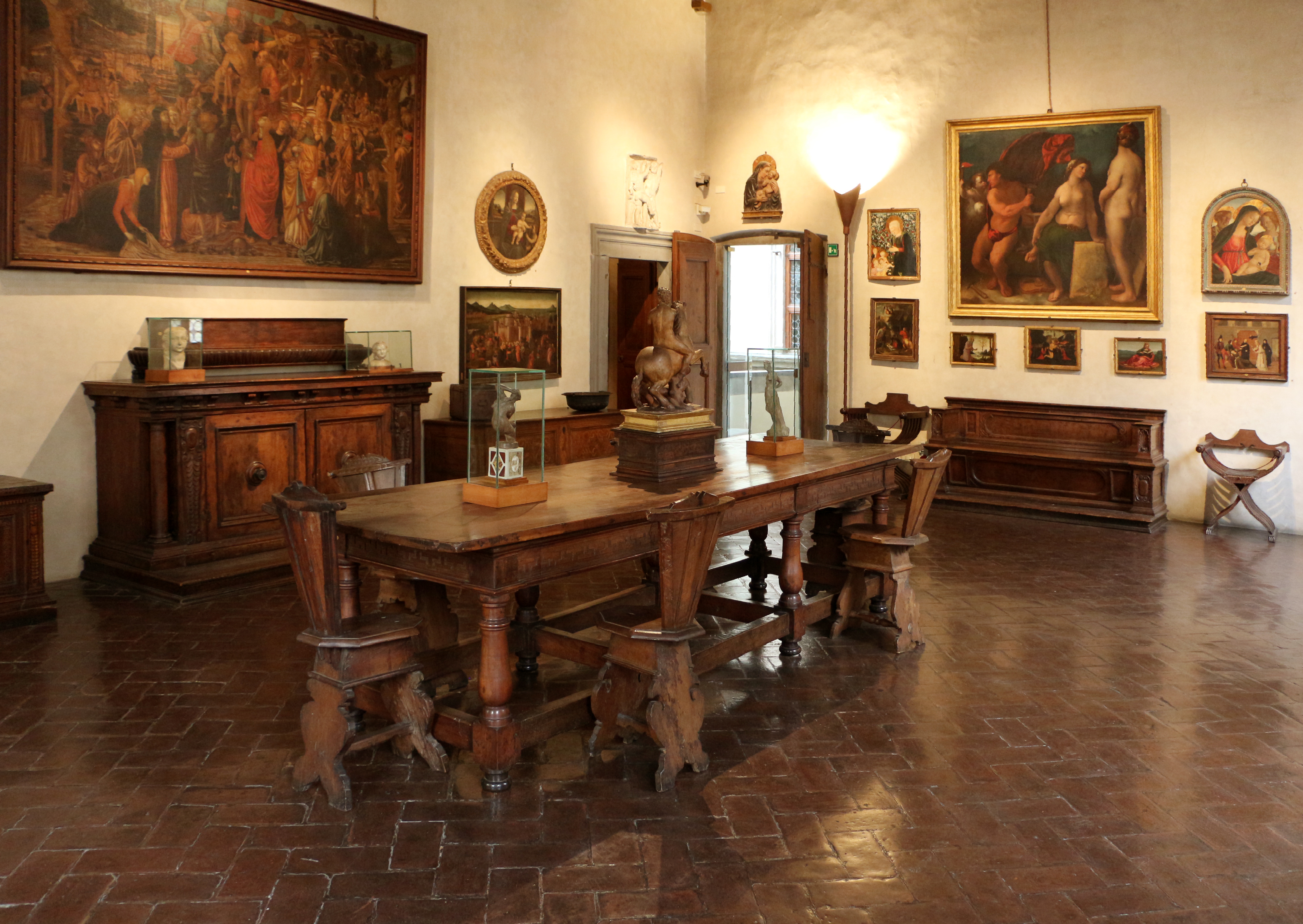
Interno del museo

## Collezioni
Il capolavoro del museo è la notevole tavola di Giotto del Santo Stefano, capolavoro dell'ultima fase della sua produzione artistica. Sono inoltre esposte una Madonna col Bambino attribuita a Simone Martini, una Madonna di Bernardo Daddi, una Sacra Famiglia del Beccafumi, un Cristo in pietà di Filippo Lippi, un trittico con i Santi Leonardo, Caterina d'Alessandria e Margherita di Pietro Lorenzetti, l'Allegoria della Musica di Dosso Dossi e uno stucco policromo (particolare connubio fra pittura e bassorilievo tipico di Antonio Rossellino), dedicato alla Madonna dei Candelabri. È presente anche una piccola tavola piuttosto rovinata, ma che costituisce una delle rarissime opere di Masaccio, ovvero un frammento della predella con le Storie di san Giuliano dal Trittico Carnesecchi.
Alcune opere, particolarmente fragili, sono state trasferite in altra sede, come la collezione dei disegni (XVII e XVIII secolo) che è confluita negli Uffizi.
Il museo conserva numerosi tavoli, sedie, cassoni e cassapanche rinascimentali, pregevoli ceramiche decorate, paioli e utensili da cucina originali dell'epoca, e altre collezioni eclettiche come quella dei mazzi di carte antichi, delle monete o dei sigilli.

## Mostre
- “ Da Raffaello a Rubens” è una mostra che si è tenuta presso la fondazione Horne fra il 2000 e il 2001 e che ha voluto documentare la presenza nella collezione di 35 disegni a figura, fra Rinascimento e prima metà del Seicento, di Raffaello Sanzio, Pontormo, Pietro da Cortona, Gian Lorenzo Bernini, Guido Reni, Guercino, Peter Paul Rubens e altri ancora.
- Da Ottobre 2011 a Gennaio 2012 si tenne una mostra di disegni dedicata a ritratti e studi di figura. Questo excursus va dalla fìne del Quattrocento alla fine dell'Ottocento, dalla scuola mantegnesca ai maestri inglesi Johann Heinrich Füssli e John Constable. Presenti anche capolavori come la Testa di Musa di Raffaello, lo studio per l'Età d'Argento di Pietro da Cortona, l'Autoritratto di Gian Lorenzo Bernini giovane, la Testa di Ermafrodita di Giulio Romano e poi disegni di Albrecht Dürer, Pontormo, Guido Reni, Guercino e Piazzetta.

## Elenco delle opere
Elenco completo di pitture, sculture e arredi, con qualche oggetto d'arte applicata. Sono escluse monete, medaglie, placchette, codici miniati, disegni, utensili antichi e la maggior parte degli oggetti d'arte applicata in generale.
| Autore                                                | Soggetto/Titolo                                                      | Tipo          | Data                                             | Sala              |
| ----------------------------------------------------- | -------------------------------------------------------------------- | ------------- | ------------------------------------------------ | ----------------- |
| Manifattura fiorentina                                | Sgabello con spalliera                                               | arredo        | 1550-1620 circa                                  | Piano terra - 1   |
| Agnolo di Polo                                        | Salvatore                                                            | scultura      | 1500-1510 circa                                  | Piano terra - 1   |
| Manifattura emiliana                                  | Armadio a due corpi                                                  | arredo        | 1600-1699 circa                                  | Piano terra - 1   |
| Manifattura fiorentina                                | Sgabello con spalliera                                               | arredo        | 1600-1620 circa                                  | Piano terra - 1   |
| Jacopo Sansovino                                      | Madonna col Bambino                                                  | scultura      | 1500-1550 circa                                  | Piano terra - 1   |
| Scuola emiliana                                       | Sacrificio di Isacco                                                 | scultura      | 1500-1599 circa                                  | Piano terra - 1   |
| Scuola emiliana                                       | Partenza di Esaù                                                     | scultura      | 1500-1599 circa                                  | Piano terra - 1   |
| Manifattura fiorentina                                | Cassapanca                                                           | arredo        | 1500-1520 circa                                  | Piano terra - 1   |
| Scuola fiorentina                                     | Madonna col Bambino                                                  | scultura      | 1400-1499 circa                                  | Primo piano - 1   |
| Pseudo Pier Francesco Fiorentino                      | Adorazione del Bambino                                               | dipinto       | 1450-1500 circa                                  | Primo piano - 1   |
| Giovan Francesco Tura                                 | Adorazione dei pastori                                               | dipinto       | 1520 circa                                       | Primo piano - 1   |
| Dosso Dossi                                           | Allegoria della Musica                                               | dipinto       | 1485 circa                                       | Primo piano - 1   |
| Jacopo del Sellaio                                    | San Girolamo Penitente                                               | dipinto       | 1485 circa                                       | Primo piano - 1   |
| Francesco Morone                                      | Comunione di sant'Onofrio                                            | dipinto       | 1510-1515 circa                                  | Primo piano - 1   |
| Luca Signorelli                                       | Santa Caterina d'Alessandria                                         | dipinto       | 1512 circa                                       | Primo piano - 1   |
| Manifattura toscana                                   | Cassapanca                                                           | arredo        | 1575-1600 circa                                  | Primo piano - 1   |
| Maestro di San Severino                               | Esorcizzazione di un'indemoniata                                     | dipinto       | 1480-1482                                        | Primo piano - 1   |
| Manifattura toscana                                   | Sedia Savonarola                                                     | arredo        | 1500-1599 circa                                  | Primo piano - 1   |
| Andrea della Robbia (scuola)                          | Madonna col Bambino                                                  | scultura      | 1490 circa                                       | Primo piano - 1   |
| Naddo Ceccarelli (attr.)                              | Crocifissione coi dolenti                                            | dipinto       | 1325-1350 circa                                  | Primo piano - 1   |
| Masaccio                                              | Storie di san Giuliano                                               | dipinto       | 1424 circa                                       | Primo piano - 1   |
| Pietro di Giovanni d'Ambrosio                         | Sant'Agata                                                           | dipinto       | 1440-1450 circa                                  | Primo piano - 1   |
| Pietro di Giovanni d'Ambrosio                         | Sant'Orsola                                                          | dipinto       | 1440-1450 circa                                  | Primo piano - 1   |
| Niccolò di Segna                                      | Cristo crocifisso                                                    | dipinto       | 1330-1335                                        | Primo piano - 1   |
| Fra Damiano da Bergamo (scuola)                       | San Giorgio e il drago                                               | tarsia lignea | 1525-1550 circa                                  | Primo piano - 1   |
| Arte italiana                                         | Virtù                                                                | scultura      | 1200-1299 circa                                  | Primo piano - 1   |
| Manifattura dell'Italia centrosettentrionale          | Credenza                                                             | arredo        | 1600-1850 circa                                  | Primo piano - 1   |
| Filippino Lippi                                       | Stendardo con la Crocifissione                                       | dipinto       | 1490 circa                                       | Primo piano - 1   |
| Scuola emiliana                                       | Madonna col Bambino                                                  | scultura      | 1600-1699 circa                                  | Primo piano - 1   |
| Manifattura dell'Italia centrale                      | Credenza                                                             | arredo        | 1600-1620 circa                                  | Primo piano - 1   |
| Henry Harris Brown                                    | Ritratto di Herbert P. Horne                                         | dipinto       | 1908                                             | Primo piano - 1   |
| Giovanni dal Ponte                                    | Madonna col Bambino                                                  | dipinto       | 1400-1420 circa                                  | Primo piano - 1   |
| Baldassarre Carrari (attr.)                           | Madonna col Bambino e due cantori                                    | dipinto       | 1450-1500 circa                                  | Primo piano - 1   |
| Manifattura toscana                                   | Culla                                                                | arredo        | 1550-1600 circa                                  | Primo piano - 1   |
| Pietro Lorenzetti                                     | Tre santi                                                            | dipinto       | 1315 circa                                       | Primo piano - 1   |
| Piero di Cosimo                                       | San Girolamo in meditazione                                          | dipinto       | 1495-1500 circa                                  | Primo piano - 1   |
| Manifattura fiorentina                                | Cassone a sarcofago                                                  | arredo        | 1475-1500 circa                                  | Primo piano - 1   |
| Francesco di Antonio di Bartolomeo                    | Santa Maria Maddalena, l'Arcangelo Raffaele, Tobiolo e una donatrice | dipinto       | 1425-1430 circa                                  | Primo piano - 1   |
| Da Donatello                                          | Due calchi dei Putti danzanti dal Pergamo di Prato                   | scultura      | ?                                                | Primo piano - 1   |
| Pittore fiorentino                                    | Sacra famiglia                                                       | dipinto       | 1450-1499 circa                                  | Primo piano - 1   |
| Bernardo Daddi                                        | Madonna col Bambino in trono e santi                                 | dipinto       | 1336-1337 circa                                  | Primo piano - 1   |
| Bernardo Daddi                                        | Crocififissione                                                      | dipinto       | 1336-1337 circa                                  | Primo piano - 1   |
| Manifattura toscana                                   | Cassone                                                              | arredo        | 1400-1599 circa                                  | Primo piano - 1   |
| Benozzo Gozzoli                                       | Deposizione dalla croce                                              | dipinto       | 1497                                             | Primo piano - 1   |
| Manifattura senese                                    | Gradino                                                              | scultura      | 1550-1600 circa                                  | Primo piano - 1   |
| Desiderio da Settignano                               | Testa di arpia                                                       | scultura      | 1458-1459 circa (con integrazioni del XIX sec.)  | Primo piano - 1   |
| Scuola di Donatello                                   | Busto di fanciullo                                                   | scultura      | 1440-1499 circa                                  | Primo piano - 1   |
| Manifattura senese                                    | Credenza                                                             | arredo        | 1450-1500 circa                                  | Primo piano - 1   |
| Pittore fiorentino                                    | Madonna col Bambino e san Giovannino                                 | dipinto       | 1490 circa                                       | Primo piano - 1   |
| Bartolomeo di Giovanni                                | Composizione mitologica                                              | dipinto       | 1450-1500 circa                                  | Primo piano - 1   |
| Manifattura italiana                                  | Cassettina                                                           | arredo        | 1600-1699 circa                                  | Primo piano - 1   |
| Manifattura toscana                                   | Bacile in rame                                                       | arredo        | 1500-1599 circa                                  | Primo piano - 1   |
| Manifattura toscana                                   | Cassone                                                              | arredo        | 1500-1599 circa                                  | Primo piano - 1   |
| Bartolomeo Ammannati                                  | Nudo virile                                                          | scultura      | 1580-1590 circa                                  | Primo piano - 1   |
| Jacopo Sansovino                                      | cavaliere che calpesta un vinto                                      | scultura      | 1506-1510 circa                                  | Primo piano - 1   |
| Giambologna                                           | Venere accovacciata                                                  | scultura      | 1584 circa                                       | Primo piano - 1   |
| Manifattura emiliana                                  | Tavolo                                                               | arredo        | 1600-1699 circa                                  | Primo piano - 1   |
| Manifattura dell'Italia centrosettentrionale          | Sei sgabelli con spalliera a ventaglio                               | arredo        | 1500-1699 circa                                  | Primo piano - 1   |
| Lorenzo di Credi                                      | Adorazione del Bambino con san Giovannino                            | dipinto       | 1500-1510 circa                                  | Primo piano - 2   |
| Pittore fiorentino                                    | Paride giacente                                                      | dipinto       | 1450 circa                                       | Primo piano - 2   |
| Manifattura senese                                    | Cassone con gli stemmi Bellucci e Teodosi                            | arredo        | 1500-1550 circa                                  | Primo piano - 2   |
| Carlo Dolci                                           | San Sebastiano                                                       | dipinto       | 1630-1680 circa                                  | Primo piano - 2   |
| Lo Scheggia                                           | Madonna col Bambino e due angeli                                     | dipinto       | 1426 circa                                       | Primo piano - 2   |
| Manifattura toscana                                   | Credenza                                                             | arredo        | 1590-1610 circa                                  | Primo piano - 2   |
| Francesco Furini                                      | Moglie di Lot                                                        | dipinto       | 1640-1645 circa                                  | Primo piano - 2   |
| Manifattura emiliana                                  | Armadio                                                              | arredo        | 1600-1699 circa                                  | Primo piano - 2   |
| Andrea del Brescianino                                | Incontro di Gesù con san Giovannino                                  | dipinto       | 1510 circa                                       | Primo piano - 2   |
| Nicola Giolfino                                       | Due scene del mito di Fetonte                                        | dipinto       | 1510 circa                                       | Primo piano - 2   |
| Pittore veneto                                        | Ritratto del sultano Selim I                                         | dipinto       | 1512-1520 circa                                  | Primo piano - 2   |
| Maestro del Polittico della Cappella Medici           | Tabernacolo portatile                                                | dipinto       | 1300-1350 circa                                  | Primo piano - 2   |
| Gian Lorenzo Bernini                                  | Bozzetto per angeli in gloria                                        | scultura      | 1650 circa                                       | Primo piano - 2   |
| Francesco Curradi                                     | Cena in Emmaus                                                       | dipinto       | 1620-1630 circa                                  | Primo piano - 2   |
| Manifattura veneziana                                 | Calice con coppa                                                     | vetro         | 1600-1699 circa                                  | Primo piano - 2   |
| Pittore fiorentino                                    | Decollazione del Battista                                            | dipinto       | 1600-1699 circa                                  | Primo piano - 2   |
| Neri di Bicci                                         | Madonna col Bambino e due angeli                                     | dipinto       | 1450-1492 circa                                  | Primo piano - 2   |
| Maestro del Crocifisso Corsi                          | Martirio di san Pietro                                               | dipinto       | 1330 circa                                       | Primo piano - 2   |
| Naddo Ceccarelli                                      | Madonna col Bambino                                                  | dipinto       | 1347 circa                                       | Primo piano - 2   |
| Manifattura veneziana                                 | Paiolo                                                               | arredo        | 1500-1699 circa                                  | Primo piano - 2   |
| Manifattura toscana                                   | Cassone                                                              | arredo        | 1500-1550 circa                                  | Primo piano - 2   |
| Giotto                                                | Santo Stefano                                                        | dipinto       | 1330-1335 circa                                  | Primo piano - 2   |
| Scuola lucchese                                       | Vergine annunciata                                                   | scultura      | 1400-1499 circa                                  | Primo piano - 2   |
| Manifattura dell'Italia centrale                      | Credenza                                                             | arredo        | 1590-1610 circa                                  | Primo piano - 2   |
| Jacopo del Casentino                                  | Madonna col Bambino                                                  | dipinto       | 1300-1350 circa                                  | Primo piano - 2   |
| Lorenzo di Credi e bottega                            | Cassone con stemma Pitti                                             | arredo        | 1490 circa                                       | Primo piano - 2   |
| Francesco Furini                                      | Semiramide                                                           | dipinto       | 1640-1645 circa                                  | Primo piano - 2   |
| Boccaccio Boccaccino                                  | Cristo benedicente                                                   | dipinto       | 1497-1499                                        | Primo piano - 2   |
| Domenico Beccafumi                                    | Deucalione e Pirra                                                   | dipinto       | 1525-1530 circa                                  | Primo piano - 2   |
| Pietro di Francesco Orioli (attr.)                    | Cristo coronato di spine                                             | dipinto       | 1490 circa                                       | Primo piano - 2   |
| Francesco Furini                                      | Artemisia                                                            | dipinto       | 1630-1640 circa                                  | Primo piano - 2   |
| Giambologna                                           | Nudo virile                                                          | scultura      | 1572 circa                                       | Primo piano - 2   |
| Manifattura dell'Italia centrale                      | Tavolo                                                               | arredo        | 1550-1600 circa                                  | Primo piano - 2   |
| Giampietrino                                          | Santa Maria Maddalena                                                | dipinto       | 1500-1550 circa                                  | Primo piano - 3   |
| Niccolò di Tommaso                                    | San Giovanni evangelista                                             | dipinto       | 1350 circa                                       | Primo piano - 3   |
| Manifattura dell'Italia centrale                      | Sedia da balia                                                       | arredo        | 1600-1699 circa                                  | Primo piano - 3   |
| Lippo di Benivieni (attr.)                            | Maestà coi santi Pietro e Lucia                                      | dipinto       | 1315-1318                                        | Primo piano - 3   |
| Maestro di Anghiari                                   | Scena di battaglia                                                   | dipinto       | 1460-1470 circa                                  | Primo piano - 3   |
| Manifattura dell'Italia centrale                      | Cassone                                                              | arredo        | 1490 circa con restauri del XIX secolo           | Primo piano - 3   |
| Niccolò di Tommaso                                    | San Paolo                                                            | dipinto       | 1350 circa                                       | Primo piano - 3   |
| Scuola fiorentina                                     | Busto virile                                                         | scultura      | 1500-1599 circa                                  | Primo piano - 3   |
| Lorenzo Monaco                                        | Crocifisso portatile                                                 | dipinto       | 1405-1410                                        | Primo piano - 3   |
| Pittore umbro                                         | Pace con Cristo in pietà                                             | dipinto       | 1400-1499 circa                                  | Primo piano - 3   |
| Pier Antonio degli Abbati                             | Prospettiva architettonica                                           | tarsia lignea | 1485-1487                                        | Primo piano - 3   |
| Agnolo Gaddi                                          | Volto di Cristo                                                      | dipinto       | 1385-1390 circa                                  | Primo piano - 3   |
| Manifattura fiorentina                                | Sgabelli Strozzi (2)                                                 | arredo        | 1500-1550 circa                                  | Primo piano - 3   |
| Desiderio da Settignano (attr.)                       | San Giovannino                                                       | scultura      | 1450 circa                                       | Primo piano - 3   |
| Girolamo di Benvenuto                                 | Venere e Cupido                                                      | dipinto       | 1500-1525 circa                                  | Primo piano - 3   |
| Taddeo Gaddi                                          | Madonna col Bambino                                                  | dipinto       | 1320-1350 circa                                  | Primo piano - 3   |
| Pittore toscano                                       | Madonna col Bambino e un donatore                                    | dipinto       | 1290 circa                                       | Primo piano - 3   |
| Manifattura toscana                                   | Sgabello con spalliera                                               | arredo        | 1600-1699 circa                                  | Primo piano - 3   |
| Domenico Beccafumi                                    | Sacra Famiglia con san Giovannino e un donatore                      | dipinto       | 1528 circa                                       | Primo piano - 3   |
| Scuola fiorentina                                     | Busto femminile                                                      | scultura      | 1400-1499 circa                                  | Primo piano - 3   |
| Manifattura fiorentina                                | Stipo                                                                | arredo        | 1450-1500 circa con restauri del 1850-1899 circa | Primo piano - 3   |
| Scuola fiorentina                                     | Busto femminile                                                      | scultura      | 1400-1499 circa                                  | Primo piano - 3   |
| Manifattura senese                                    | Bancone da sagrestia                                                 | arredo        | 1400-1499 circa                                  | Primo piano - 3   |
| Vecchietta                                            | San Paolo                                                            | scultura      | 1460 circa                                       | Primo piano - 3   |
| Lorenzo Ghiberti (bottega)                            | Croce astile                                                         | scultura      | 1410-1450 circa                                  | Primo piano - 3   |
| Agnolo di Polo (attr.)                                | San Girolamo penitente                                               | scultura      | 1490 circa                                       | Primo piano - 3   |
| Manifattura dell'Italia centrale                      | Cassone da monacazione con storie di Giuseppe ebreo                  | arredo        | 1450 circa                                       | Primo piano - 3   |
| Manifattura italiana                                  | Coppia di cassette-reliquiario                                       | arredo        | 1800-1899 circa                                  | Primo piano - 3   |
| Manifattura fiorentina                                | Tavola reale                                                         | arredo        | 1500-1599 circa                                  | Primo piano - 3   |
| Manifattura dell'Italia settentrionale                | Cassetta per le elemosine                                            | arredo        | 1500-1599 circa                                  | Primo piano - 3   |
| Manifattura dell'Italia centrale                      | Tavolo                                                               | arredo        | 1600-1699 circa                                  | Primo piano - 3   |
| Da Giorgio Vasari                                     | Ritratto di Giorgio Vasari                                           | dipinto       | 1600-1699 circa                                  | Secondo piano - 1 |
| Bartolomeo di Giovanni                                | Madonna col Bambino e san Giovannino                                 | dipinto       | 1490 circa                                       | Secondo piano - 1 |
| Manifattura dell'Italia settentrionale                | Cassone                                                              | arredo        | 1500-1599 circa                                  | Secondo piano - 1 |
| Manifattura toscana                                   | Due sedie                                                            | arredo        | 1500-1599 circa                                  | Secondo piano - 1 |
| Manifattura toscana                                   | Sgabello con spalliera                                               | arredo        | 1600-1699 circa                                  | Secondo piano - 1 |
| Pittore fiorentino                                    | David uccide Golia                                                   | dipinto       | 1450-1460 circa                                  | Secondo piano - 1 |
| Pittore fiorentino                                    | Trionfo di David                                                     | dipinto       | 1450-1460 circa                                  | Secondo piano - 1 |
| Manifattura toscana                                   | Credenza                                                             | arredo        | 1610 circa con restauri del XIX secolo           | Secondo piano - 1 |
| Manifattura dell'Italia centrale                      | Sedile a pozzetto                                                    | arredo        | 1490-1510 circa                                  | Secondo piano - 1 |
| Bartolomeo della Gatta                                | San Rocco                                                            | dipinto       | 1486-1487 circa                                  | Secondo piano - 1 |
| Antonio Begarelli (attr.)                             | Madonna col Bambino e san Giovannino                                 | scultura      | 1520-1565 circa                                  | Secondo piano - 1 |
| Manifattura toscana                                   | Credenza                                                             | arredo        | 1600-1699 con integrazioni del XIX secolo        | Secondo piano - 1 |
| Tommaso del Mazza (attr.)                             | Santa Caterina d'Alessandria                                         | dipinto       | 1370-1375 circa                                  | Secondo piano - 1 |
| Da Luca della Robbia                                  | Madonna col Bambino e due angeli adoranti                            | scultura      | ?                                                | Secondo piano - 1 |
| Giovanni di Paolo                                     | San Giovannino                                                       | dipinto       | 1450 circa                                       | Secondo piano - 1 |
| Pittore adriatico                                     | Cristo in pietà con la Vergine dolente                               | dipinto       | 1300-1350 circa                                  | Secondo piano - 1 |
| Scuola di Giotto                                      | Madonna col Bambino in trono e santi                                 | dipinto       | 1300-1399 circa                                  | Secondo piano - 1 |
| Filippo Lippi                                         | Cristo in pietà                                                      | dipinto       | 1435-1440 circa                                  | Secondo piano - 1 |
| Naddo Ceccarelli (attr.)                              | Crocifissione con la Maddalena e i dolenti                           | dipinto       | 1333 circa                                       | Secondo piano - 1 |
| Manifattura italiana                                  | Custodia per monete                                                  | arredo        | 1800-1899 circa                                  | Secondo piano - 1 |
| Manifattura dell'Italia centrosettentrionale          | Stipo a uso di medagliere                                            | arredo        | 1600-1699 con aggiunte del XX secolo             | Secondo piano - 1 |
| Antonio Rossellino                                    | Madonna dei Candelabri                                               | scultura      | 1450-1479 circa                                  | Secondo piano - 1 |
| Alfonso Lombardi                                      | San Petronio                                                         | scultura      | 1500-1530 circa                                  | Secondo piano - 1 |
| Alfonso Lombardi                                      | San Domenico                                                         | scultura      | 1500-1530 circa                                  | Secondo piano - 1 |
| Manifattura italiana                                  | Stipo a uso di medagliere                                            | arredo        | 1850-1899 circa                                  | Secondo piano - 1 |
| Matteo di Giovanni                                    | Madonna col Bambino tra i santi Pietro e Paolo                       | dipinto       | 1460 circa                                       | Secondo piano - 1 |
| Francesco Salviati                                    | Ritratto di ignoto                                                   | dipinto       | 1500-1550 circa                                  | Secondo piano - 1 |
| Filippino Lippi                                       | Partenza della regina di Vasti                                       | dipinto       | 1480 circa                                       | Secondo piano - 1 |
| Manifattura toscana                                   | Credenza                                                             | arredo        | 1700-1799 circa                                  | Secondo piano - 1 |
| Maestro di San Martino a Mensola                      | San Francesco e due donatrici                                        | dipinto       | 1385-1390 circa                                  | Secondo piano - 1 |
| Pittore fiorentino                                    | Episodio della battaglia di Anghiari                                 | dipinto       | 1500-1599 circa                                  | Secondo piano - 1 |
| Maestro del Trittico Horne                            | Trittico Horne                                                       | dipinto       | 1310-1320 circa                                  | Secondo piano - 1 |
| Maestro di Panzano                                    | Predella con Cristo e santi                                          | dipinto       | 1370-1380 circa                                  | Secondo piano - 1 |
| Manifattura senese                                    | Armadio da sagrestia                                                 | arredo        | 1450 circa                                       | Secondo piano - 1 |
| Pittore lombardo                                      | Cristo crocifisso e santi                                            | dipinto       | 1500-1599 circa                                  | Secondo piano - 1 |
| Manifattura piemontese                                | Poltrona                                                             | arredo        | 1600-1699 circa                                  | Secondo piano - 1 |
| Timoteo Viti (attr.)                                  | Redentore                                                            | dipinto       | 1510 circa                                       | Secondo piano - 1 |
| Simone Martini e Lippo Memmi                          | Dittico con la Madonna col Bambino e il Cristo in pietà              | dipinto       | 1326-1328                                        | Secondo piano - 1 |
| Scuola lombarda                                       | San Pietro                                                           | scultura      | 1400-1499 circa                                  | Secondo piano - 1 |
| Scuola lombarda                                       | San Paolo                                                            | scultura      | 1400-1499 circa                                  | Secondo piano - 1 |
| Manifattura fiorentina                                | Bancone da sagrestia                                                 | arredo        | 1450-1500 circa                                  | Secondo piano - 1 |
| Scuola toscana                                        | San Giovanni Battista                                                | scultura      | 1400-1499 circa                                  | Secondo piano - 1 |
| Pittore senese                                        | Tre dipinti con fatti storici della famiglia Piccolomini             | dipinto       | 1600-1699 circa                                  | Secondo piano - 2 |
| Maestro del Crocifisso di San Michele in Foro (attr.) | Madonna col Bambino                                                  | dipinto       | 1150-1175                                        | Secondo piano - 2 |
| Manifattura fiorentina                                | Sedia a "iccasse"                                                    | arredo        | 1590 circa                                       | Secondo piano - 2 |
| Pittore fiorentino                                    | Funerali del granduca Cosimo III                                     | dipinto       | 1723 circa                                       | Secondo piano - 2 |
| Manifattura emiliana                                  | Armadio                                                              | arredo        | 1600-1699 circa                                  | Secondo piano - 2 |
| Da Piero della Francesca                              | Ritratto di Federico da Montefeltro                                  | dipinto       | 1470-1500 circa                                  | Secondo piano - 2 |
| Manifattura dell'Italia centrosettentrionale          | Sgabello con spalliera a ventaglio                                   | arredo        | 1500-1599 circa                                  | Secondo piano - 2 |
| Francesco Vanni                                       | Mosè spezza le Tavole della Legge                                    | dipinto       | 1500-1599 circa                                  | Secondo piano - 2 |
| Manifattura senese                                    | Cassone con stemmi Bellucci e Teodosi                                | arredo        | 1500-1550 circa                                  | Secondo piano - 2 |
| Manifattura umbra                                     | Sedia                                                                | arredo        | 1690 circa                                       | Secondo piano - 2 |
| Pittore leonardesco                                   | Cristo salvatore                                                     | dipinto       | 1510 circa                                       | Secondo piano - 2 |
| Manifattura toscana                                   | Sgabello con spalliera                                               | arredo        | 1600-1699 circa                                  | Secondo piano - 2 |
| Manifattura fiorentina                                | Lettuccio                                                            | arredo        | 1490-1510 circa                                  | Secondo piano - 2 |
| Domenico Beccafumi                                    | Putti reggenti un tondo con l'ebbrezza di Noè                        | dipinto       | 1522-1523 circa                                  | Secondo piano - 2 |
| Manifattura dell'Italia centrosettentrionale          | Sedia                                                                | arredo        | 1700-1799 circa                                  | Secondo piano - 2 |
| Pittore bolognese                                     | Ritratto di architetto                                               | dipinto       | 1500-1599 circa                                  | Secondo piano - 2 |
| Angelo di Lorentino (attr.)                           | San Sebastiano                                                       | dipinto       | 1500-1550 circa                                  | Secondo piano - 2 |
| Pittore toscano                                       | Gesù bambino in fasce                                                | dipinto       | 1510 circa                                       | Secondo piano - 2 |
| Pseudo Jacopino di Francesco                          | Madonna col Bambino                                                  | dipinto       | 1300-1350 circa                                  | Secondo piano - 2 |
| Manifattura toscana                                   | Credenza                                                             | arredo        | 1600-1699 circa                                  | Secondo piano - 2 |
| Neri di Bicci                                         | Arcangelo Raffaele, Tobiolo e san Girolamo                           | dipinto       | 1450-1492 circa                                  | Secondo piano - 2 |
| Manifattura toscana                                   | Cofanetto                                                            | arredo        | 1800-1899 circa                                  | Secondo piano - 2 |
| Manifattura dell'Italia centrosettentrionale          | Tavolo                                                               | arredo        | 1600-1699 circa                                  | Secondo piano - 2 |

## Bibliografia

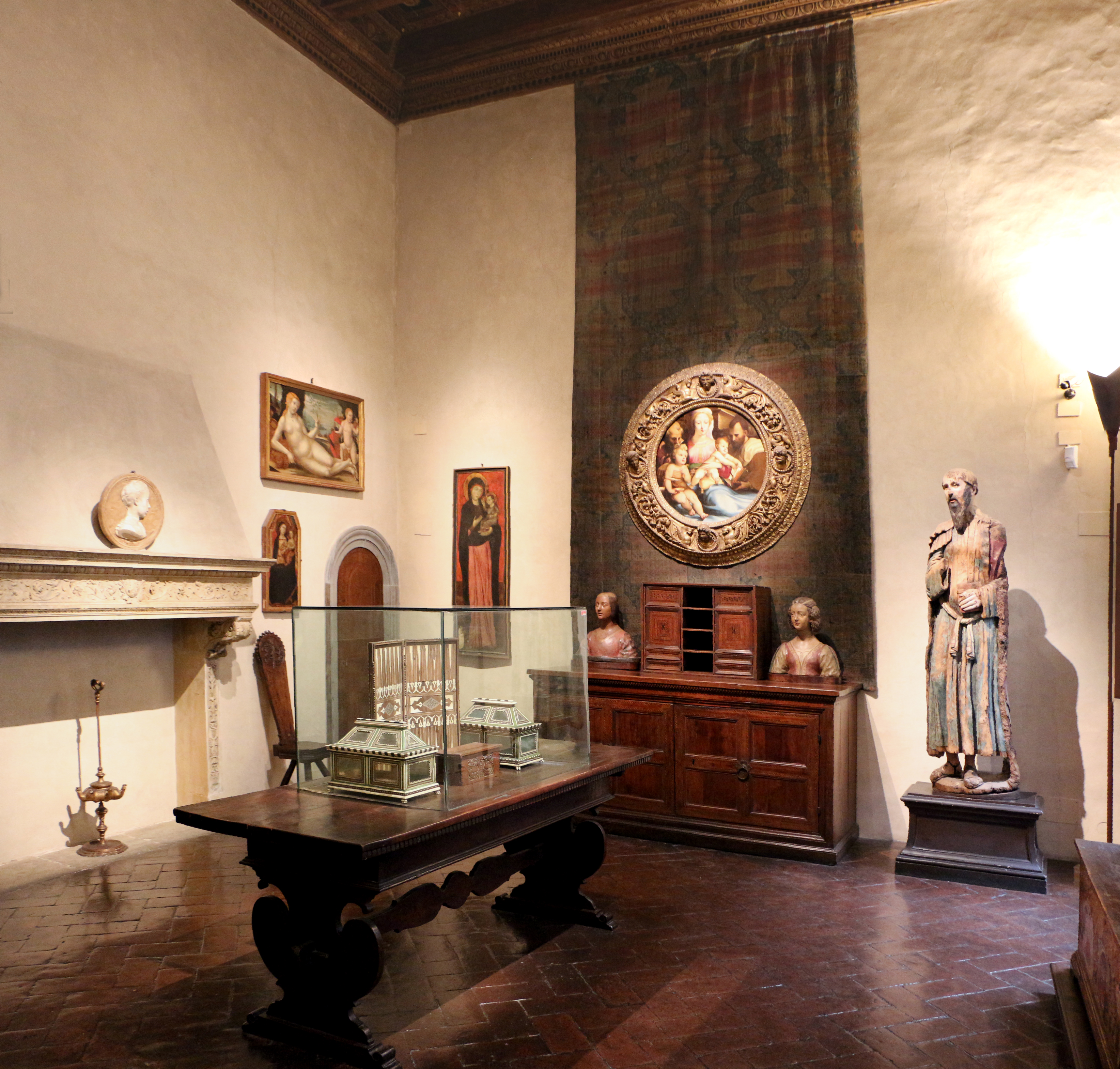
Interno

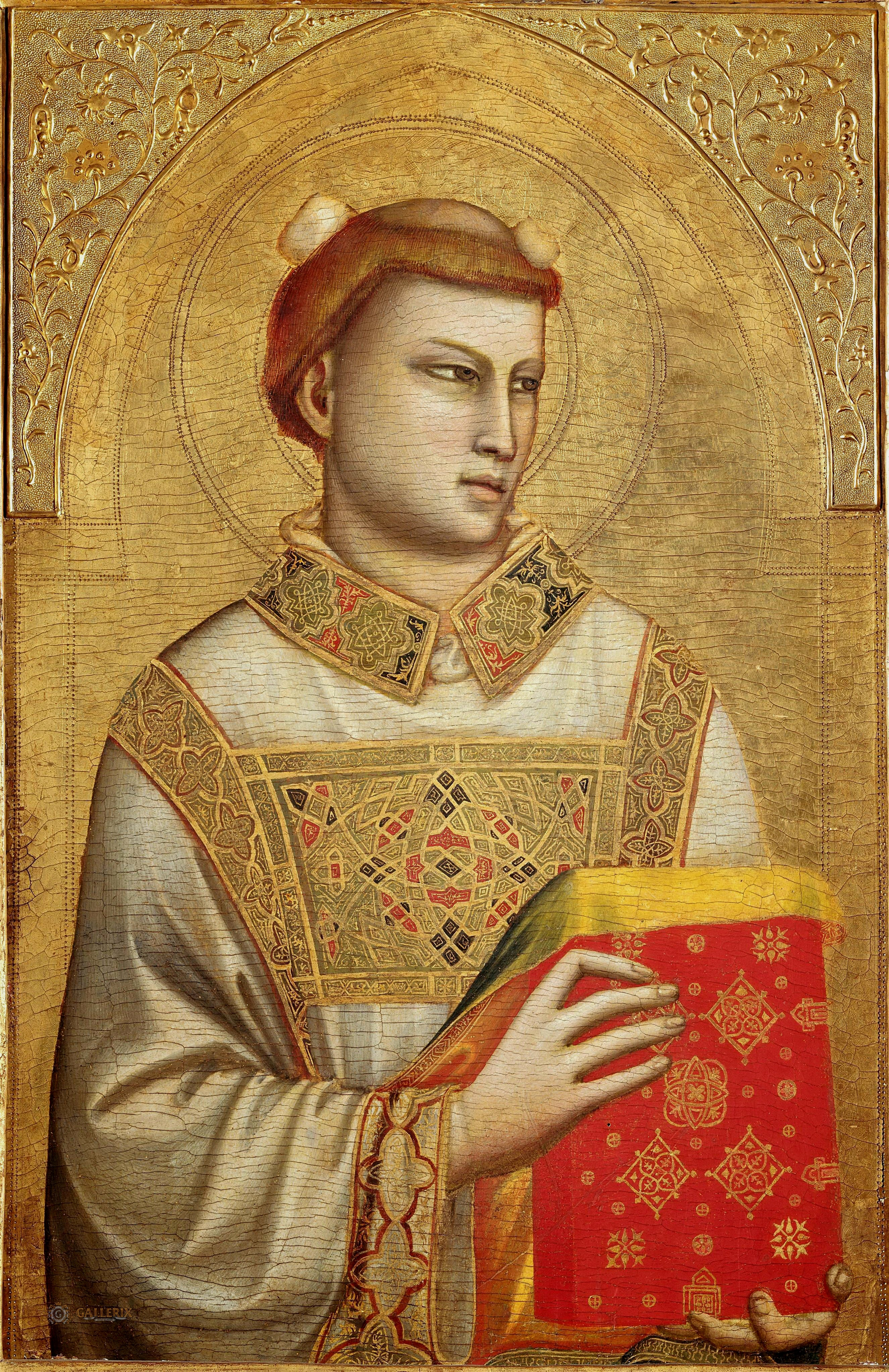
Giotto, Santo Stefano